# 日本の定理
初等幾何学あるいは和算における、円に内接する多角形 (cyclic polygon) に関する Japanese theorem (日本の定理) は、任意に与えられた多角形が円に内接するならば、その任意の三角形分割に対して内接円の半径の総和が常に等しいことを述べる。この定理の四角形に対する特別の場合が丸山良寛の定理であり、これはその一般化ということになる。
名称は日本人数学史家三上義夫の論文 (Mikami 1905) によってこの定理がはじめてヨーロッパに紹介されたことに由来すると思われるが、三上自身はこの定理は清国の学者から三上の知人である数学者に宛てられたものであるとして、先の論文においても a Chinese theorem と称しており、また定理の証明を記した (三上 1906) でも「支那ノ一定理」と呼称している。

## 概観
定理 (The Japanese Theorem)
円に内接する任意の多角形において､1頂点を通る弦で分けられるすべての三角形の内接円の半径の和は､どの頂点に関しても等しく一定である｡
定理の逆
与えられた多角形は、その三角形分割における内接円の半径の総和が三角形分割のとり方に依らず一定であるとき、円に内接する。
定理の証明は、四角形の場合（丸山良寛の定理）が示されれば一般の場合も容易に与えられる。あるいはカルノーの定理からも示せる。

## 注